# Matelea australis
Matelea australis là một loài thực vật có hoa trong họ La bố ma. Loài này được (Malme) Pontir. mô tả khoa học đầu tiên năm 1983.